# Ursulinenklooster (Gierle)

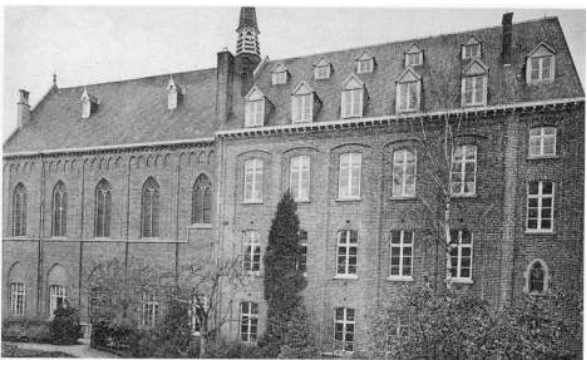
De kapel en het internaatsgebouw

Het ursulinenklooster te Gierle is een voormalig klooster dat werd opgericht in 1860 door de zusters Ursulinen van Tildonk. Het klooster fungeerde als een meisjesschool waar vooral het onderricht in het Frans van primair belang was. Het klooster groeide doorheen de jaren uit waarbij het leerlingen had uit het buitenland. De kapel en het internaatsgebouw werden gebouwd in 1903, hiervan is enkel de kapel nog intact, het internaatsgebouw (rechtse deel) werd afgebroken in 1981.
Heden ten dage is er geen klooster meer. Wel dient de kapel van het klooster nog als refter en polyvalente ruimte voor de gemeentelijke basisschool Gierle.